# Deutscher Kulturförderpreis
Der Deutsche Kulturförderpreis ist eine bundesweite Auszeichnung für unternehmerische Kulturförderung.

## Beschreibung
Der Preis wird seit 2006 jährlich vom Kulturkreis der deutschen Wirtschaft im BDI e.V, der Süddeutschen Zeitung und dem Handelsblatt verliehen. Mit ihm werden Unternehmen für ihr herausragendes Kulturengagement ausgezeichnet, also innovative, kulturell relevante und nachhaltige Förderkonzepte prämiert. Der Preis wird in den drei Kategorien kleine, mittlere und große Unternehmen vergeben.
Die Preisverleihung findet jeweils im September im Rahmen einer feierlichen Gala statt.

## Preisträger

### Kategorie Große Unternehmen
- Allianz AG
- Philip Morris GmbH
- Deutsche Bank AG
- Siemens AG
- BASF SE
- 2011: Vattenfall Europe AG für die „Vattenfall Lesetage“
- 2012: dm-drogerie markt für das Kulturförderprojekt Singende Kindergärten[1]
- 2016: KfW-Stiftung für das Projekt Beirut Short Stories[2]
- 2017: HypoVereinsbank für das Projekt „Jugend kulturell“

### Kategorie Mittlere Unternehmen
- Bankhaus B. Metzler seel. Sohn & Co. KgaA
- GASAG Berliner Gaswerke AG
- Montblanc International GmbH
- Itzehoer Versicherungen
- DKB Deutsche Kreditbank AG
- 2011: ACO Severin Ahlmann GmbH & Co. KG für das Kunstwerk „Carlshütte“
- 2012: Oberhessische Versorgungsbetriebe AG (OVAG) für den OVAG-Jugend-Literaturpreis[3]
- 2017: Kratzer Automation AG in Unterschleißheim für das Projekt „HighTech & Kunst“

### Kategorie Kleine Unternehmen
- AXA Art Versicherung AG
- Stadtsparkasse Magdeburg
- da Vinci Künstlerpinselfabrik Defet GmbH
- Hoppen Innenausbau GmbH
- Intervideo Filmproduktion GmbH
- 2011: alpha 2000 GmbH für ihren Kunstpreis „Europas Zukunft“
- 2012: Kieselstein Group für die behutsame Umgestaltung des historischen Industrieparks auf dem Kaßberg in Chemnitz: 3K: Kunst, Kaßberg, KIESELSTEIN[4]
- 2017: Buch- und Kunsthandlung Wekenmann in Tübingen für das Projekt „Schreibwettbewerb für junge Menschen“